# Selezioni giovanili della nazionale femminile di pallacanestro dell'Unione Sovietica
Le selezioni giovanili della nazionale di pallacanestro femminile dell'Unione Sovietica sono state gestite dalla Federazione cestistica dell'Unione Sovietica ed hanno partecipato ai tornei cestistici internazionali femminili per squadre nazionali, limitatamente a specifiche classi d'età.

## Under-19
Ha rappresentato le migliori giocatrici di nazionalità sovietica di età non superiore ai 19 anni. Ha partecipato a tutte le manifestazioni internazionali giovanili di pallacanestro per nazioni gestite dalla FIBA.

### Partecipazioni
Mondiali Under-19
- 1985 -  1°
- 1989 -  1°

 Unione Sovietica under 19 - Campionato mondiale femminile di pallacanestro Under-19 19854 Jevkova, 5 Chudašova, 6 Ksenzik, 7 Tornikidu, 8 Kuznecova, 9 Rejnikova, 10 Ovčarova, 11 Kafanova, 12 Gerlic, 13 Agafonnikova, 14 Proskurjakova, 15 Tusina,        All. -
 Unione Sovietica under 19 - Campionato mondiale femminile di pallacanestro Under-19 19894 Chevčuk, 5 Savel'eva, 6 Jonkutė, 7 Mkheidze, 8 Šved, 9 Chodakova, 10 Vilutytė, 11 Mozgovaja, 12 Pavlikina, 13 Vounatjants, 14 Zasul'skaja, 15 Svyrydova,        All. -

## Under-18
Ha rappresentato le migliori giocatrici di nazionalità sovietica di età non superiore ai 18 anni. Ha partecipato a tutte le manifestazioni internazionali giovanili di pallacanestro per nazioni gestite dalla FIBA.
Agli inizi la denominazione originaria era "nazionale Cadette", in quanto la FIBA classificava le fasce di età sotto i 18 anni con la denominazione "cadette".

### Partecipazioni
FIBA EuroBasket Under-18
- 1965 -  1°
- 1967 -  1°
- 1969 -  1°
- 1971 -  1°
- 1973 -  1°

- 1975 -  3°
- 1977 -  1°
- 1979 -  1°
- 1981 -  1°
- 1983 -  2°

- 1984 -  2°
- 1986 -  1°
- 1988 -  1°
- 1990 -  1°

## Under-16
Ha rappresentato le migliori giocatrici di nazionalità sovietica di età non superiore ai 16 anni. Ha partecipato a tutte le manifestazioni internazionali giovanili di pallacanestro per nazioni gestite dalla FIBA.
Agli inizi la denominazione originaria era "nazionale Allieve", in quanto la FIBA classificava le fasce di età sotto i 16 anni con la denominazione "allieve".

### Partecipazioni
FIBA EuroBasket Under-16
- 1976 -  1°
- 1978 -  1°
- 1980 -  1°
- 1982 -  1°
- 1984 -  1°

- 1985 -  1°
- 1987 -  1°
- 1989 -  3°
- 1991 -  1°